# NMBS reeks 75
De diesellocomotieven NMBS reeks 75 van de Nationale Maatschappij der Belgische Spoorwegen zijn eigenlijk de zes hernummerde locs van de reeks 65. Het zijn dieselhydraulische locomotieven gebouwd door La Brugeoise et Nivelles met motor van General Motors.
In de jaren 1970 zette de NMBS door grote elektrificaties meerdere kleine series diesellocomotieven aan de kant. Voor de reeks 65, waarvan de dieselmotoren nog in uitstekende staat verkeerden, was een vervroegde afvoer zonde, waarop de NMBS besloot ze voor de rangeerdienst in de Antwerpse havens geschikt te maken ter vervanging van de versleten reeks 72. 
Hiervoor werd de serie vernummerd in de reeks 75 met de nummers 7501-7506. Doordat de locomotieven van twee stuurposten zijn voorzien waren ze niet geschikt voor korte rangeerwerkzaamheden, maar werden ze vooral voor de langere sleepdiensten tussen de diverse vormingsstations gebruikt.
In 1992 besloot de NMBS tot afvoer van de reeks 75. De 7501 is na een ongeval verschroot. De rest werd verkocht aan Italië.

## Roepnaam
De locomotieven kregen in de rangeerdienst een officieuze 'roepnaam', om identificatie langs de radio (walkie-talkies) gemakkelijker en eenduidig te maken:
- 7501: Alabama (waargenomen in 2000)
- 7502: .....  (waargenomen in 1985, maar niet meer leesbaar op de foto); Arizona (in 1997)
- 7503: Olga   (waargenomen in 1983, maar met de gele kleurstelling verdwenen van de loc in 1984)
- 7504: Jessy  (waargenomen in 1983, maar met de gele kleurstelling verdwenen van de loc in 1984); Colorado (in 2000)
- 7505: (....) rond 1983; Dakota (waargenomen op de gele kleurstelling in 2000)
- 7506: Rita   (waargenomen in oktober 1983); Kansas (in juli 2001)

De 7504, 7505 en 7506 hebben met zekerheid elk twee namen gehad.